# 樫山文枝
樫山 文枝（かしやま ふみえ、1941年〈昭和16年〉8月13日 - ）は、日本の女優である。劇団民藝所属。本名は綿引 文枝（わたびき ふみえ、旧姓：樫山）。夫は俳優の綿引勝彦。
1966年 NHK連続テレビ小説『おはなはん』の演技でゴールデン・アロー賞特別賞、ラジオ・テレビﾞ記者会賞個人賞受賞。舞台では2008年に『海霧』の演技で第43回紀伊國屋演劇賞個人賞 受賞。テレビドラマ、映画、舞台などで活躍するほか、ナレーションや朗読の仕事でも知られる。

## 来歴・人物

1967年の東京都知事選挙の選挙戦最終日。美濃部亮吉への投票を呼び掛ける樫山。

東京府北多摩郡武蔵野町吉祥寺（現：東京都武蔵野市吉祥寺）生まれ。
父親は早稲田大学教授・同野球部長を歴任し、ヘーゲルの研究者として著名な樫山欽四郎。
両親とも長野県小諸市の出身。大手アパレルメーカーのオンワード樫山（法人としては、現：オンワードホールディングス）創業者・樫山純三は伯父にあたる。
1960年、東京文化高等学校卒業。
俳優座養成所第12期、劇団民藝俳優教室入所の後、劇団民藝入団。
1966年4月から1年間放送された連続テレビ小説『おはなはん』の主役に抜擢、いわゆる女性の一代記モノで18歳から84歳までを1人で演じきったことで茶の間の人気を得た。『朝日新聞』2010年9月25日付の「beランキング 心に残る朝ドラヒロイン」アンケート結果では第1位であった。
1967年4月に行われた東京都知事選挙では社会党・共産党推薦の美濃部亮吉を応援。ポスターのモデルを引き受け、街頭演説も行った。
1971年4月に行われた東京都知事選挙でも美濃部を応援。選挙公報に記された支持者一覧に名を連ねた。

## 出演作品

### テレビドラマ
- 若者たち 第1回「出発」（1966年、フジテレビ）
- 連続テレビ小説（NHK総合）
  - 「おはなはん」（1966年） - 浅尾はな 役
  - 「藍より青く」（1972年）
  - 「はっさい先生」（1987年） - ナレーション
  - 「さくら」（2002年） - 桂木諌子 役
- 大河ドラマ（NHK総合）
  - 天と地と（1969年） - 乃美 役
  - 国盗り物語（1973年） - 千代 役
- わが青春のとき（1970年、日本テレビ）
- 男は度胸（1970年、NHK総合） - 香澄宮理子 役
- 火曜日の女シリーズ「幻の女」（1971年、日本テレビ）
- 木枯し紋次郎 第2シリーズ 第19話「冥土の花嫁を討て」（1973年、フジテレビ） - お咲/お縫 （二役）
- 花王 愛の劇場（TBS）
  - 「放浪記」（1974年）
  - 「幻の花嫁」（1979年）- いずみ 役
- 歳月 (テレビドラマ)（1970年） - 坂上祐子 役
- 銀河テレビ小説（NHK総合）
  - 「江分利満氏の優雅な生活」（1975年） - 夏子 役
  - 「女の一生」（1977年） - けい 役
- あんたがたどこさ 第2シリーズ（1975年、TBS）
- 同心部屋御用帳 江戸の旋風（1975年、CX）
- 私の愛は（1978年、NHK総合）
- 新・事件 わが歌は花いちもんめ（1981年、NHK総合）
- ゴールデンワイド劇場 第28作「妻の復讐」（1982年7月19日、ANB）
- 木曜ゴールデンドラマ（よみうりテレビ）
  - 「生命ふたたび」（1983年）
  - 「あなた一人で生きて」（1984年）
  - 「遅れてきた年賀状」（1985年）
  - 「母さん帰ってきて!」（1985年）
  - 「長い道II」（1987年）
  - 「夫の遺言」（1989年）
  - 「あやしい家族、です」（1989年）
  - 「再婚家族」（1989年）
- 月曜ワイド劇場（テレビ朝日）
  - 「妻は何を感じたか」（1983年）
  - 「妻たちの離陸」（1984年）
  - 「妻はついに浮気宣言」（1985年）
  - 「かけもち結婚、かけもち仲人」（1986年）
  - 「出社拒否症になった夫」（1986年）
- 大奥 第47話「年上の佳人」（1984年、関西テレビ） - 幾乃 役
- 3年B組金八先生3（1988年、TBS） - 三上良子 役
- 土曜ドラマ（NHK総合)
  - 新十津川物語（1992年） - 花田たつの 役
- 忠臣蔵 風の巻・雲の巻（1991年、フジテレビ）
- NHKスペシャル ニューウェーブドラマ「リバースアンドプレイバック」（1992年、NHK総合）
- ドラマ新銀河（NHK総合）
  - ようこそ青春金物店（1996年）- 織田信子 役
- はぐれ刑事純情派 （テレビ朝日 / 東映）
  - 第4シリーズ（1991年）第23話「娘を失った父・疑惑の不在証明!」 - 北川静子 役
  - 第9シリーズ（1996年）第17話「襲われた悪妻! 謎の目撃証言」
- 新・半七捕物帳 第17話「張子の虎」（1997年、NHK総合）- お民
- 土曜ワイド劇場（テレビ朝日）
  - 「女調査員・おでん屋“ぽんた”探偵局」（1998年、朝日放送）
  - 「西村京太郎トラベルミステリー 秋田新幹線・こまち連続殺人!」（2006年）
- 火曜サスペンス劇場（日本テレビ）
  - 「蝶たちの殺意」（1983年、松竹） - 小山節子 役
  - 「監察医・室生亜季子29 不完全な心中」（2001年、東映）
- 3年B組金八先生 第6シリーズ 第20・21話（2002年、TBS） - 三上良子 役
- 大岡越前3 第6話「源さん恋をする」（2016年、NHK BSプレミアム） - 於満紀 役
- 長崎発地域ドラマ かんざらしに恋して（2019年2月6日、NHK BSプレミアム） - 小野寺千草 役[7]
- 群青領域（2021年10月29日 - 12月24日、NHK総合） - 青木たえ 役
- お別れホスピタル（2024年2月3日 - 、NHK総合） - 福山ハル 役[8]

### 映画
- 憂愁平野 (1963年)
- 黒部の太陽（1968年）
- 孤島の太陽（1968年）
- 東映まんがまつり「アンデルセン童話 にんぎょ姫」（1975年） - 主人公マリーナの声
- 男はつらいよ 葛飾立志篇（1975年）
- 子どものころ戦争があった（1981年） - 蓮池一枝 役
- 典子は、今（1981年） - 広瀬先生 役
- ふるさと（1983年） - 花 役
- ダウンタウン・ヒーローズ（1988年）
- 旅の贈りもの 0:00発（2006年）- 本城多恵 役
- わたしは光をにぎっている（2019年） - 宮川久仁子 役

### イメージキャラクター
- 近畿日本ツーリスト 40代からの夫婦旅行 ゆとりっぷ（1990年代頃）※ 児玉清と夫婦役で共演。

### ナレーション・朗読
- フランダースの犬 ぼくのパトラッシュ（日本テレビ、ナレーション[注 1][9]）
- テレビ 私の履歴書→新・テレビ 私の履歴書（テレビ東京、 原作文朗読）
- 樫山文枝の百十四ラジオ文芸（西日本放送、1992年1月 - 2012年3月31日）
- 名作をポケットに（NHKデジタルラジオ、ナレーション）
- 素晴らしき地球の旅　大内延介九段　アジア縁台将棋紀行（NHKデジタルラジオ、ナレーション、1995年）

### 舞台
- かもめ
- 帰れ、いとしのシーバ
- 冬の花 ヒロシマのこころ
- きぬという道連れ
- かの子かんのん
- 放浪記（2003年） - 日夏京子 役

ほか「劇団民藝」の舞台を中心に多数。
民藝の舞台
- うちのお姉さん（1967年） - リーダ 役
- ヴェニスの商人（1968年） - ポーシャ 役
- 斬られの仙太（1968年） - お妙 役
- かもめ（1969年） - ニーナ・ミハーイロヴナ・ザレーチナヤ 役
- もう一人のヒト（1970年） - 彰子女王 役
- アンネの日記（1970年） - アンネ・フランク 役
- 銀河鉄道の恋人たち（1971年） - とし江 役
- 三人姉妹（1972年） - イリーナ 役　※ 1973年文化庁芸術祭賞優秀賞
- きぬという道連れ（1974年） - きぬ 役
- 才能とパトロン（1974年） - アレクサンドラ・ニコラエヴナ・ネギナ 役
- リリオム（1976年） - ユリ 役
- ジェイン・エア（1977年） - ジェイン・エア 役
- 山脈（1978年） - とし子 役
- 夜明け前 第一部（1980年）・第二部（1981年） - お民 役
- わたしは生きたい ラインの監視（1983年） - サラ・ミューラー 役
- 白夜（1984年） - 彼女 役
- 人形の家（1986年） - ノーラ・ヘルメル 役
- 夏・南方のローマンス 神と人のあいだII（1987年） - 女A 役
- クラクションを吹きならせ！（1987年） - ローザ・ベラルディ 役
- 雨（1988年） - サディ・トムソン 役
- 天使との二〇分（1989年） - マリーナ 役
- エマ 自由よ、アメリカに咲いた赤い花（1990年） - エマ・ゴールドマン 役
- どん底（1990年） - ナースチャ 役
- ルナサの祭りの日に（1993年） - マギー 役
- おはなはん（1994年） - はな 役
- 私を忘れないで（1995年） - 原田富美子 役
- 研師源六（1995年） - おせん 役
- 帯に短し…くちなし幻想（1996年） - 千代 役
- 根岸庵律女（1998年） - 衣川登代 役
- 二人だけの舞踏会（1999年） - 利加 役
- かの子かんのん（2000年） - 岡本かの子 役
- 静かな落日ー広津家三代ー（2001年） - 広津桃子 役
- 海の夫人（2002年） - エリーダ 役
- モンゴル帰りの翁（2003年） - 須藤香苗 役
- マツモト・シスターズ（2004年） - グレース 役
- スポイルズ・オブ・ウォー そして得たもの（2004年） - エリーズ 役
- 火山灰地 第一部・第二部（2005年） - 雨宮照子 役
- 待てば海路の…（2006年） - 鈴屋登美 役
- 喜劇の殿さん（2006年） - 遠野まよ 役
- 林の中のナポリ（2007年） - 小野寺直子 役
- 坐漁荘の人びと（2007年） - 矢祭ぎん 役
- 海霧（2008年） - さよ 役
- 来年こそは（2009年） - ヘレン・パービス 役
- 十二月 下宿屋「四丁目ハウス」（2010年） - 朽木夫人 役
- 帰れ、いとしのシーバ（2011年） - ローラ 役
- 冬の花 ヒロシマのこころ（2012年） - 公枝 役
- 集金旅行（2013年・2016年） - 七番さん 役
- ミツバチとさくら（2024年） - 松永邦子 役[11]

## 音楽作品
- 日本フォノグラム株式会社、1976年LP：ベルナルト・ハイティンク指揮・アムステルダム・コンセルトヘボウ管弦楽団「プロコフィエフ〈ピーターと狼〉こどものための音楽童話」語り